# Martin Kiprotich
Martin Magengo Kiprotich (6 aprile 2003) è un mezzofondista ugandese.

## Palmarès
| Anno | Manifestazione    | Sede     | Evento         | Risultato | Prestazione | Note                          |
| ---- | ----------------- | -------- | -------------- | --------- | ----------- | ----------------------------- |
| 2021 | Mondiali juniores | Nairobi  | 5000 m piani   | 9º        | 14'15"62    |                               |
| 2023 | Mondiali di cross | Bathurst | Corsa seniores | 18º       | 30'56"      |                               |
| 2023 | Mondiali di cross | Bathurst | A squadre      | Bronzo    | 37 p.       |                               |
| 2024 | Mondiali di cross | Belgrado | Corsa seniores | 14º       | 28'56"      |                               |
| 2024 | Mondiali di cross | Belgrado | A squadre      | Argento   | 31 p.       |                               |
| 2024 | Giochi Olimpici   | Parigi   | 10000 m piani  | 22º       | 28'20"72    | Miglior prestazione personale |

## Campionati nazionali
2022
- Bronzo ai campionati ugandesi, 5000 m piani - 13'52"13

2023
- Bronzo ai campionati ugandesi, 10000 m piani - 28'46"1
- 5º ai campionati ugandesi, 5000 m piani - 14'07"51

2024
- 4º ai campionati ugandesi di corsa campestre - 29'21"

## Altre competizioni internazionali
2022
- 4º alla BOclassic ( Bolzano) - 28'21"

2023
- Bronzo al Cross Internacional de Soria ( Soria) - 25'40"
- Argento al Cross Internacional de la Constitución ( Alcobendas) - 29'42"
- 6º al Cross Internacional de Itálica ( Siviglia) - 29'31"

2024
- Argento al Cross Internacional de la Constitución ( Alcobendas) - 23'08"
- 10º al Cross Internacional de Itálica ( Santiponce) - 21'51"
- Argento al Cross Internacional de San Sebastián ( San Sebastián) - 20'12"